# Eckhof (Tübingen)

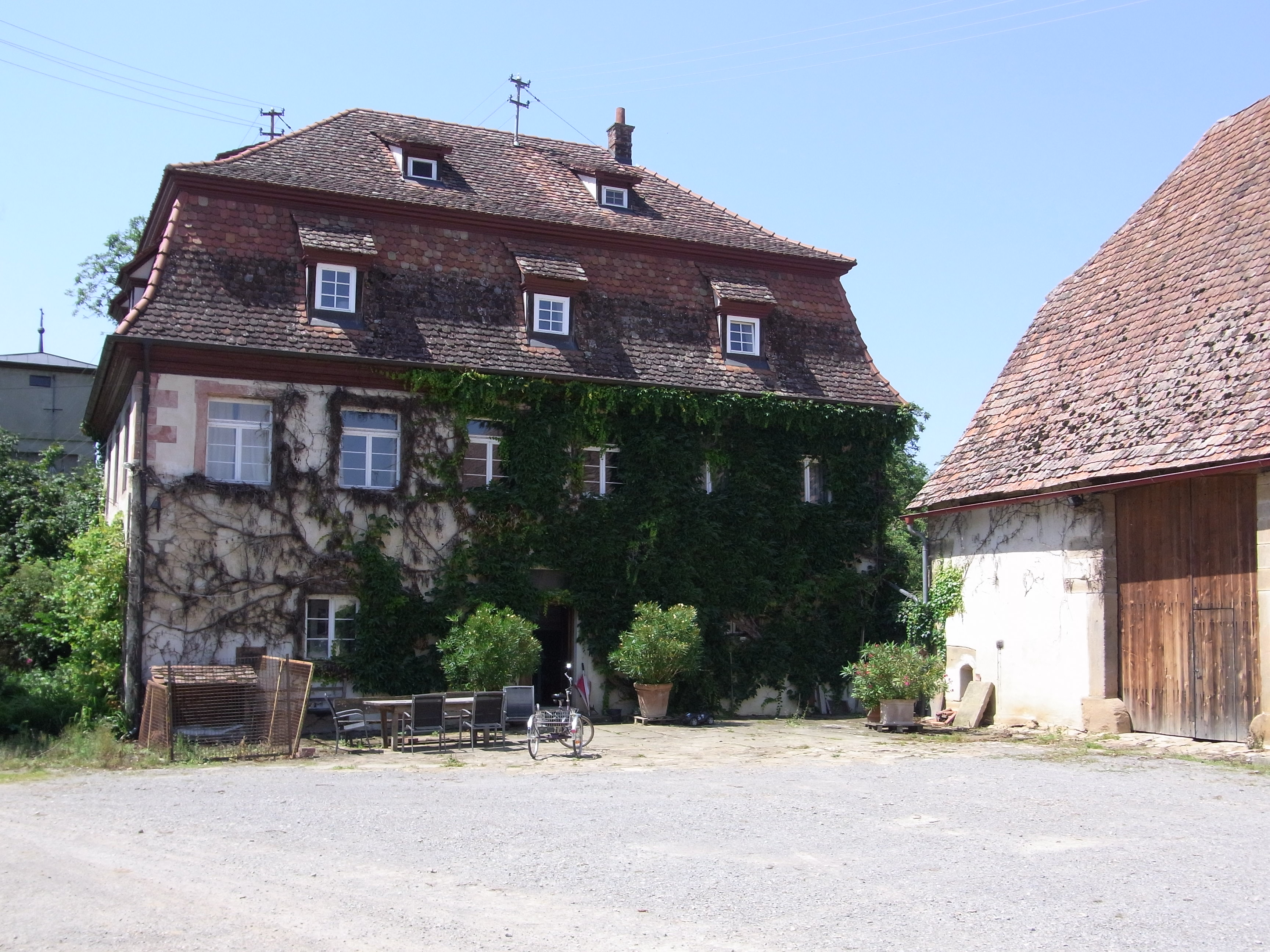
Hofgut Eck

Der Eckhof (auch Hofgut Eck oder Eck) gehört zum Stadtteil Weilheim der Universitätsstadt Tübingen. Das Hofgut liegt fünf Kilometer südwestlich des Stadtzentrums, auf dem Höhenzug des Rammert in einer Höhe von 478 m ü. NHN.

## Geschichte
Das Gehöft wurde erstmals um 1100 mit dem Namen mons Egge im Hirschauer Dotationsbuch erwähnt. Keltengräber weisen aber auf eine deutlich frühere Besiedlung dieses Gebiets hin. Bald danach wurde der Hof „Egge“ in der Liste der Güter des Klosters Bebenhausen erwähnt, die von Papst Innozenz III. urkundlich am 18. Mai 1204 bestätigt wurde. Das Kloster verkaufte den Hof 1482 an Georg von Ehingen und das Anwesen kam in der Folgezeit in den Besitz der Freiherren von Saint-André, des Besitzers des nahe gelegenen Schlosses Kreßbach.
Im 19. Jahrhundert wurde Eckhof in Weilheim eingemeindet und kam mit diesem 1972 nach Tübingen.
Eigentümer des Eckhofs sind bis heute die Freiherren. Auf der Sonnenuhr am barocken Hauptgebäude ist die Zahl 1783 aufgemalt, das Jahr der Fertigstellung des Hauses. Der Eckhof grenzt heute im Süden an den Golfplatz des „Golfclubs Schloss Kressbach“.